# Juvencio Nochebuena Palacios
Juvencio Nochebuena Palacios (Atlapexco,Hidalgo, 25 de enero de 1893 -  Ciudad de México, 27 de noviembre de 1957) fue un político y militar mexicano.

## Trayectoria

### Carrera militar
Al asesinato de Francisco I. Madero, en abril de 1913 participó en el movimiento revolucionario, en contra de Victoriano Huerta, quien ordenó a los generales Balboa y Vicente Salazar, tomar la plaza de Huejutla, Hidalgo, y como capitán 2.º, los desalojó con gente de Atlapexco y Huautla, Hidalgo.[cita requerida]
Como Capitán 1.º, a las órdenes del general Francisco Villa, Felipe Ángeles y el general Pascual Orozco, combatió en la toma de Zacatecas y paredón en Saltillo, con el grado de mayor, participó en las batallas de Chicontepec Veracruz, Puebla,  Hidalgo, Tamaulipas, Nuevo Leon y Veracruz.
Como coronel en septiembre de 1915 se unió a la convención de Aguascalientes, se unió a la brigada Azuara a favor del general Álvaro Obregón, luchando en los estados de Hidalgo, Estado de México, Veracruz, Puebla. En el Distrito Federal tomó parte con el general Amado Azuara en la batalla de la Villa de Guadalupe, en donde fue ascendido a general.
En 1920, se unió al Plan de Agua Prieta junto a los generales Azuara, Lázaro Cárdenas del Río, Urquizo, Castrejón, el general R. Suastegui, el general M. Bening, Samuel de los Santos, el general López Padilla, etc.
En 1923 a las órdenes del general Pedro Gabay, formó parte con la división Azuara, para luchar contra las fuerzas federales de la rebelión delahuertista, tomando parte con gente de Atlapexco, en la recuperación de Zacualpipán, Hgo., que tenía en su poder el general rebelde Marcial Cavazos, quien había quemado el poblado de Atlapexco.

### Carrera política
Al ser licenciadas las fuerzas de la brigada Azuara, se dedicó a la política, uniéndose al partido Partido Nacional Revolucionario (PNR), apoyando al general Álvaro Obregón, como Presidente de México, él como diputado federal por el distrito de Huejutla, Hidalgo, y el general Amado Azuara como Gobernador del estado de Hidalgo.
En abril de 1937 formó parte en el partido Partido de la Revolución Mexicana (PRM), apoyando al general Lázaro Cárdenas del Río y en 1946 formando parte del Partido Revolucionario Institucional. En sus periodos de diputado participó en la formación del Partido Revolucionario Institucional. Fue siete veces diputado federal.[cita requerida]
Perteneció al ala izquierda en la Cámara de Diputados, en donde luchó para que se formara el municipio de Atlapexco separándolo del municipio de Yahualica (Hidalgo).
Con el Lic. Javier Rojo Gómez formó la Confederación Nacional Campesina (CNC). Fue presidente municipal de Pachuca de Soto entre 1941 y 1942, Hidalgo siendo líder minero.
Por sus logros el presidente de la República de los Estados Unidos Mexicanos, le otorgó en 1940 la Condecoración del Mérito Revolucionario.
El 4 de agosto de 1951 el presidente de la República el Lic. Miguel Alemán Valdés, le otorgaron la condecoración de la Legión de Honor Mexicana, avalándolo el secretario de la defensa nacional el general Gilberto R. Limón y el general Francisco L. Urquizo.
Murió en el lecho familiar el 27 de noviembre de 1957 en la Ciudad de México.